# Дейлимаунт Парк (стадион)
„Дейлимаунт Парк“ (на английски: Dalymount Park) е футболен стадион в град Дъблин, Република Ирландия.
Построен е през 1901 г. и разполага с капацитет от 4300 седящи места. Приема домакинските срещи на местния футболен отбор „Бохемианс“. Настилката на терена е естествена трева.